# Mac DeMarco
Mac DeMarco, születési nevén Vernor Winfield McBriare Smith IV (Duncan, Brit Columbia,  1990. április 30. –) kanadai énekes-dalszerző.

## Élete
Vernor Winfield McBriare Smith IV néven 1990. április 30-án született Duncanben, Kanadában és Edmontonban nevelkedett. Gimnazista korában számos együttesben játszott, mint például a The Meat Cleavers, The Sound of Love és az Outdoor Miners. Nevét dédapjáról, Alberta állam egykori közlekedésügyi miniszteréről kapta. Később édesanyja McBriare Samuel Lanyon DeMarcoként anyakönyveztette. Miután 2008-ban érettségizett, Vancouverbe költözött, ahol megkezdte zenei munkásságát.

### Együttesének tagjai
- Andrew Charles White - gitár, szintetizátor, háttérvokál (2014 óta)
- Joe McMurray - dobok (2012 óta)
- Jon Lent - szintetizátor, basszusgitár (2015 óta)
- Alec Meen - szintetizátor (2017 óta)

Egykori tagok:
- Peter Sagar - gitár, szintetizátor, háttérvokál (2012-től 2014-ig)
- Pierce McGarry - basszusgitár, háttérvokál (2012-től 2016-ig)
- Rory McCarthy - basszusgitár (2016)

## Diszkográfia

### Lemezek
- Rock and Roll Night Club (2012)
- 2 (2012)
- Salad Days (2014)
- Some Other Ones (2015)
- Another One (2015)
- This Old Dog (2017)
- Here Comes the Cowboy (2019)

## Fordítás
- Ez a szócikk részben vagy egészben  a   Mac DeMarco című angol Wikipédia-szócikk fordításán alapul.  Az eredeti cikk szerkesztőit annak laptörténete sorolja fel. Ez a jelzés csupán a megfogalmazás eredetét és a szerzői jogokat jelzi, nem szolgál a cikkben szereplő információk forrásmegjelöléseként.